# Universidad Estatal del Valle de Ecatepec
La Universidad Estatal del Valle de Ecatepec (siglas: UNEVE) es una universidad mexicana ubicada en Ecatepec de Morelos, Estado de México.
Fundada en 2000, ella tiene la naturaleza de organismo descentralizado de la Administración Pública Estatal del Estado de México con personalidad jurídica y patrimonio propios, que tiene como fin prestar servicios de educación superior a través de la docencia, la investigación y la extensión y difusión de la cultura, dotado de autonomía en cuanto al ejercicio de sus funciones de enseñanza, investigación y difusión, para dictar sus propios estatutos y demás ordenamientos, para organizar su funcionamiento, así como para aplicar los recursos económicos en la forma que estime conveniente conforme a las disposiciones aplicables.

## Antecedentes históricos
En 14 de marzo de 2000, el Estado de México creó el Plan de Desarrollo del Estado de México 1999-2005 que fue ofreció los fundamentos para la fundación de la Universidad Estatal del Valle de Ecatepec (UNEVE). 
En 22 de diciembre de 2000, el Estado de México creó la Universidad Estatal del Valle de Ecatepec con el Decreto del Ejecutivo del Estado, publicado en el periódico oficial mexiquense “Gaceta del Gobierno” el 11 de enero de 2001.
La UNEVE inició sus actividades académicas el 3 de septiembre del año 2001 con una matrícula escolar de 191 alumnos, inscritos en la Licenciatura en Quiropráctica y Acupuntura Médica y Rehabilitación Integral. En 2004, añadió la oferta formativa con la apertura de la Licenciatura en Gerontología.

## Oferta académica
Para el 2023, la Universidad Estatal del Valle de Ecatepec ofrece carreras universitarias (5 licenciaturas y 2 ingenierías) y posgrado (2 maestrías).

### Carreras universitarias
- Licenciatura en Quiropráctica;
- Licenciatura en Acupuntura Humana Rehabilitatoria;[2]
- Licenciatura en Gerontología;[2]
- Licenciatura en Humanidades-Empresa;[2]
- Licenciatura en Gastronomía Nutricional;
- Ingeniería en Comunicación Multimedia;[2]
- Ingeniería en Logística Aeroportuaria.

### Posgrado
- Maestría en Ciencias de la Acupuntura;
- Maestría en Ciencias del Deporte y el Ejercicio.